# Karatuzskij rajon
Il Karatuzskij rajon è un rajon (distretto) del Territorio di Krasnojarsk, nella Russia siberiana centrale; il capoluogo è il villaggio (selo) di Karatuzskoe.